# Jumpin
Jumpin è un singolo del rapper statunitense NLE Choppa, pubblicato il 5 novembre 2021 su etichette discografiche NLE Choppa Entertainment e Warner Records.

## Descrizione
Il brano vede la collaborazione del rapper statunitense Polo G ed è stato scritto dagli interpreti insieme a CashMoneyAP, Carlos Munoz, Carter Lang, Daniel Moras Raab, Dylan de Graaff, Hans Noomen, Jordan Ware e Kiowa Roukema, e prodotto da CashMoneyAP, Daniel Moras, Loshendrix e YoungKio.

## Video musicale
Il video musicale, diretto da NLE Choppa stesso, è stato pubblicato in concomitanza con l'uscita del brano e mostra i due rapper organizzare e mettere in pratica una rapina in banca.

## Tracce
Testi e musiche di Bryson Potts, Taurus Bartlett, Alex Petit, Carlos Munoz, Carter Lang, Daniel Moras Raab, Dylan de Graaff, Hans Noomen, Jordan Ware e Kiowa Roukema.
1. Jumpin (feat. Polo G) – 3:01

## Classifiche
| Classifica (2021) | Posizione massima |
| ----------------- | ----------------- |
| Canada            | 74                |
| Stati Uniti       | 89                |